# شوساکو آراکاوا
 شوساکو آراکاوا (انگلیسی: Shusaku Arakawa؛ ۶ ژوئیهٔ ۱۹۳۶ – ۱۸ مهٔ ۲۰۱۰) یک هنرمند، و معمار اهل ژاپن بود. 
وی همچنین برنده جوایزی همچون کمک هزینه گوگنهایم شده است.
وی مدتی در ساوجبلاغ سفلی ساکن بود.